# Güímar
Güímar egy község, egy település, valamint egy völgy neve Spanyolországban, a Kanári-szigeteken, Santa Cruz de Tenerife tartományban. Güímar Arafo, La Orotava és Fasnia községekkel határos. Lakosainak száma 21 716 fő (2024).

## Nevezetességek
- Güímari piramisok

## Népesség
A település népessége az elmúlt években az alábbi módon változott:
| Lakosok száma | 15 101 | 16 334 | 16 837 | 17 662 | 18 445 | 18 751 | 19 273 | 20 190 | 21 224 | 21 716 |
|               | 2001   | 2004   | 2007   | 2009   | 2012   | 2014   | 2017   | 2019   | 2022   | 2024   |